# Erkenci Kuş
Erkenci Kuş és una sèrie de televisió turca que es va emetre a Star TV del 26 de juny del 2018 al 6 d’agost del 2019. La sèrie és protagonitzada per Demet Özdemir i Can Yaman.